# Christopher Noel Hunter Lock
Christopher Noel Hunter Lock (C. N. H. Lock; * 21. Dezember 1894, – 27. März 1949) war ein britischer Aerodynamiker, nach dem die Lock-Zahl benannt ist.

## Leben
Lock wurde in Herschel House, Cambridge, als jüngster Sohn von John Bascombe Lock (18. März 1849–8. September 1921) geboren. Sein Vater war Bursar (Finanzverwalter) von Gonville and Caius College. Seine Mutter Emily, geborene Baily. Sein Bruder war Robert Heath Lock.
Lock erhielt seine Schulbildung an der Charterhouse School und errang 1912 ein Major Scholarship am Gonville and Caius College. Dort war er der einzige  b* wrangler (Auszeichnung) 1917. Er erwarb 1917 seinen Bachelor und gewann den Smith’s Prize 1919. Er wurde 1920 Fellow am Caius College.
Später war er Mitglied der Anti-Aircraft Experimental Section und 1920 ging er zur Aerodynamics Division des National Physical Laboratory in Teddington. Dort arbeitete er zur Dynamik von Bomben. Er führte weitreichende Experimente durch, unter anderem zu Autogyros und wurde zu einer Autorität in Fragen zu Luftschrauben. Von 1939 bis zu seinem Tod führte er die Aerodynamics Division’s High Speed Research Group. Er entwickelte die Pitot-Traverse-Methode zur Messung des Profilwiderstands (profile drag) und erforschte den Effekt von Sweepback bei hohen Mach-Zahlen.
Er war ein Fellow der Royal Aeronautical Society und der Physical Society. Er war auch Mitglied in verschiedenen Komitees des Aeronautical Research Council.

## Familie
Lock heiratete Lilian Mary, geborene Gillman, (Juli 1886–7. Oktober 1966) am 26. April 1924 in der St Leonard’s Church, Streatham. Mit ihr hatte er zwei Söhne, Robert Christopher (Robin) Lock (14. August 1925–19. März 1992) und John Michael Lock (25. Oktober 1926–2. März 2002), die beide als Forschungs-Studenten in Gonville and Caius College wirkten.